# Бет Дито
Мери Бет Патерсон (енгл. Mary Beth Patterson; Серси, 19. фебруар 1981), познатија под својим сценским именом Бет Дито (енгл. Beth Ditto), америчка је кантауторка, најпознатија по свом раду са инди рок бендом Госип.

## Биографија
Са 13 година, преселила се из куће своје мајке и отишла да живи са својом тетком. Као становница Портланда, Орегон, постала је блиска пријатељица са водећом певачицом бенда Сизор систерс, Аном Матроник. Нашла се у благој контроверзи када је 2006. године, током интервјуа за магазин НМЕ, тврдила да је јела веверице као дете, рекавши да људи у Арканзасу ће помислити да сте наказа и да ће вас чудније гледати ако сте јели лигње.
Бет Дито је позната и по својим запаженим сценским наступима и њеном јединственом појавом. Себе је класификовала као панкерку, па самим тим не користи дезодоранс и не брије се испод пазуха. Поводом тога је изјавила како мисли да панкери миришу обично. Такође, једном је написала колумну о телесном имиџу за новине Гардијан.